# Hypolobocera murindensis
Hypolobocera murindensis is een krabbensoort uit de familie van de Pseudothelphusidae. De wetenschappelijke naam van de soort is voor het eerst geldig gepubliceerd in 2003 door M. R. Campos.